# 宮城県知事公館

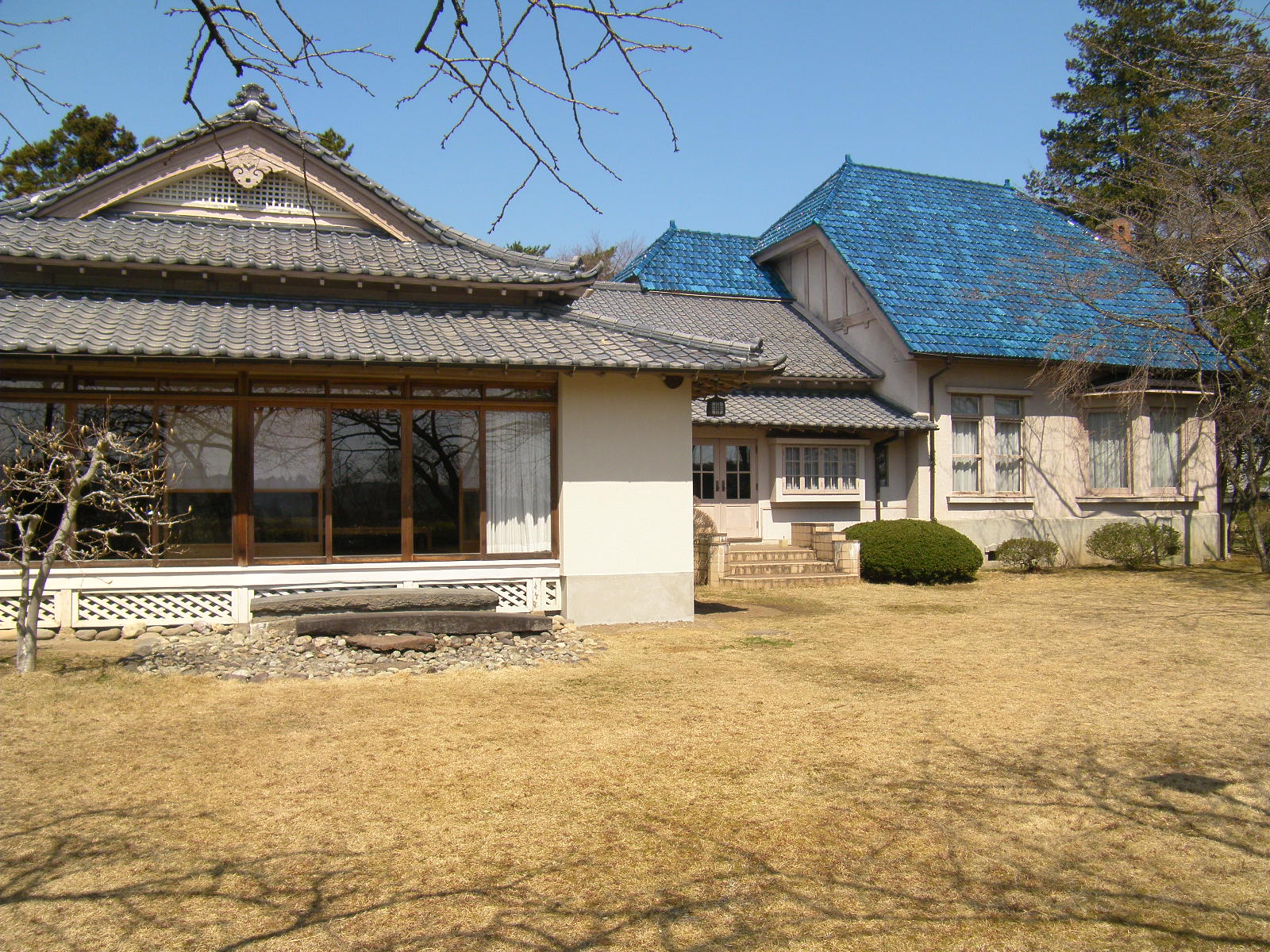
知事公館の庭（2009年4月）

宮城県知事公館（みやぎけんちじこうかん）は、仙台市青葉区広瀬町5-43にある、宮城県所有の賓客接遇施設である。

## 概要

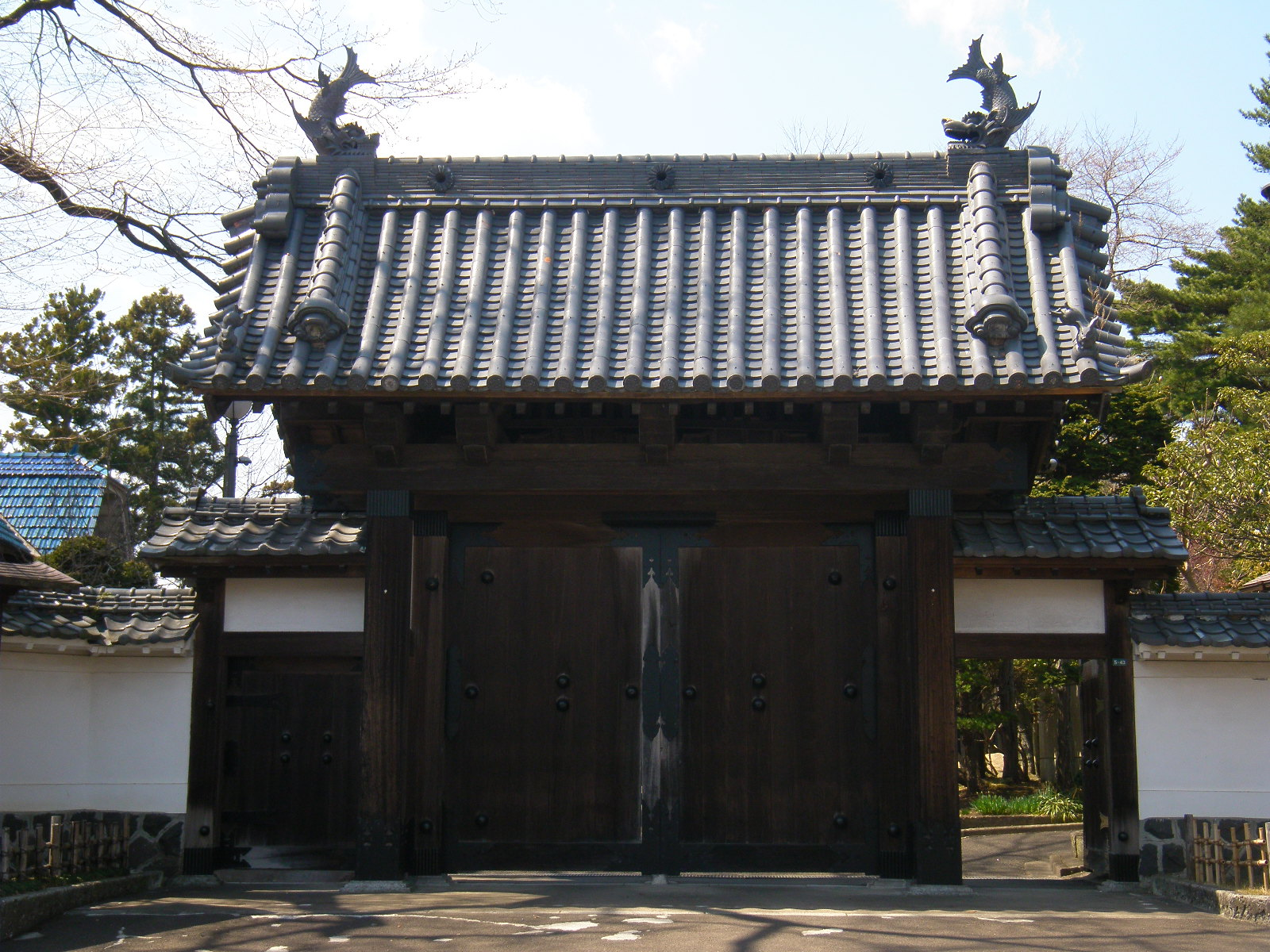
知事公館の正門（2009年4月）

仙台市都心部の北西、広瀬川中流の胡桃淵に面した左岸の仙台中町段丘面にある。藩政期、広瀬川左岸の仙台中町段丘と仙台下町段丘との間の段丘崖崖上には、対岸の仙台城を囲むように上級家臣の邸宅が延々と連なっていたが、当館もその一部に建つ。
現在の公館の建物は1921年（大正10年）に建てられたもので、外観は青色瓦、フランス式マンサード屋根の洋館となっている。洋室2つ、和室、休憩室、貴賓室などがある。
正門は、切妻造で本瓦葺きの四脚門。大正時代に仙台城にあった門を移築したものと伝えられる。宮城県指定有形文化財。

## 歴史
江戸時代の1695年（元禄8年）、広瀬川に澱橋が架けられると、北二番丁西端から澱橋北詰に下りる新坂が整備され、伊達家の家臣田村顕行がこの地に屋敷を賜った。
明治維新後の1868年（明治元年）、後に仙台市長となる山田揆一が購入し、米国バプテスト同盟の女性宣教師が設立した塾（学校法人尚絅学院の前身）として貸与、さらに仙台衛戍病院長邸宅を経て、大正時代、陸軍第二師団長官舎となる。終戦後は、進駐軍に接収され東北地方司令官官舎となる。
1958年（昭和33年）に東北財務局に返還されると宮城県に譲渡され、県の児童会館となる。1965年（昭和40年）に児童館が向山に移ったため知事公館に転用され、宮城県を訪問した諸外国の大公使、皇族など賓客を接遇する施設として利用されている。一般公開も行われている他、結婚式や囲碁のタイトル戦などイベントにも貸し出しされている。

### 年表
- 1695年（元禄8年） 田村内蔵允顕行が所有し屋敷を築く。以降、明治維新まで田村家が代々居住。
- 1868年（明治元年） 山田揆一の所有となる
  - 1890年（明治23年） 米国バプテスト婦人外国伝道協会の宣教師（ミス・ファイフ、ミス・リード、ミス・ブラウン）が、山田から土地・建物を借用して私塾を開塾。
  - 1892年（明治25年） 同私塾をもとに同所で尚絅女学校を開校。
  - 1893年（明治26年） へくり沢を挟んで対岸の袖ヶ崎（町名は中島丁）に同校を移転し、土地・建物は山田に返還。
- 1894年（明治27年） 山田弘仙台衛戍病院院長の屋敷となり、以降子孫が居住。
- 1919年（大正8年） 大日本帝国陸軍の所有となる。この頃、同軍第2師団の衛戍する仙台城から、寅の門（中の門）を当地に移築。
  - 1921年（大正10年） 第2師団長官舎竣工（現在の建物）。
- 1945年（昭和20年） 進駐軍に接収される。進駐軍東北司令官官舎（アメリカ軍第16軍団ブライアン少将居住）となる。
- 1958年（昭和33年） 進駐軍から東北財務局に返還。
- 1958年（昭和33年） 東北財務局から宮城県に譲渡。
  - 1958年（昭和33年）12月 宮城県児童会館（後の県中央児童館）開館。
  - 1965年（昭和40年） 宮城県知事公館となる。
    - 1982年（昭和57年） 浩宮宿泊
    - 1986年（昭和61年） 浩宮宿泊
    - 2006年（平成18年）4月 慶事に限り、一般開放。
    - 2023年（令和5年）2月 第47期棋聖戦 挑戦手合七番勝負（一力遼棋聖対芝野虎丸名人）第4局開催。199手で一力の中押勝ち。
    - 2024年（令和6年）2月 第48期棋聖戦 挑戦手合七番勝負（一力遼棋聖対井山裕太王座）第4局開催。166手で井山の中押勝ち。

## アクセス
- 仙台駅西口バスプールから東北大学病院方面行きのバスに乗車。交通局大学病院前または大学病院前で下車し、徒歩約5分。
- 仙台市地下鉄東西線 国際センター駅西1出口から徒歩約12分。